# Marguerite Gérard

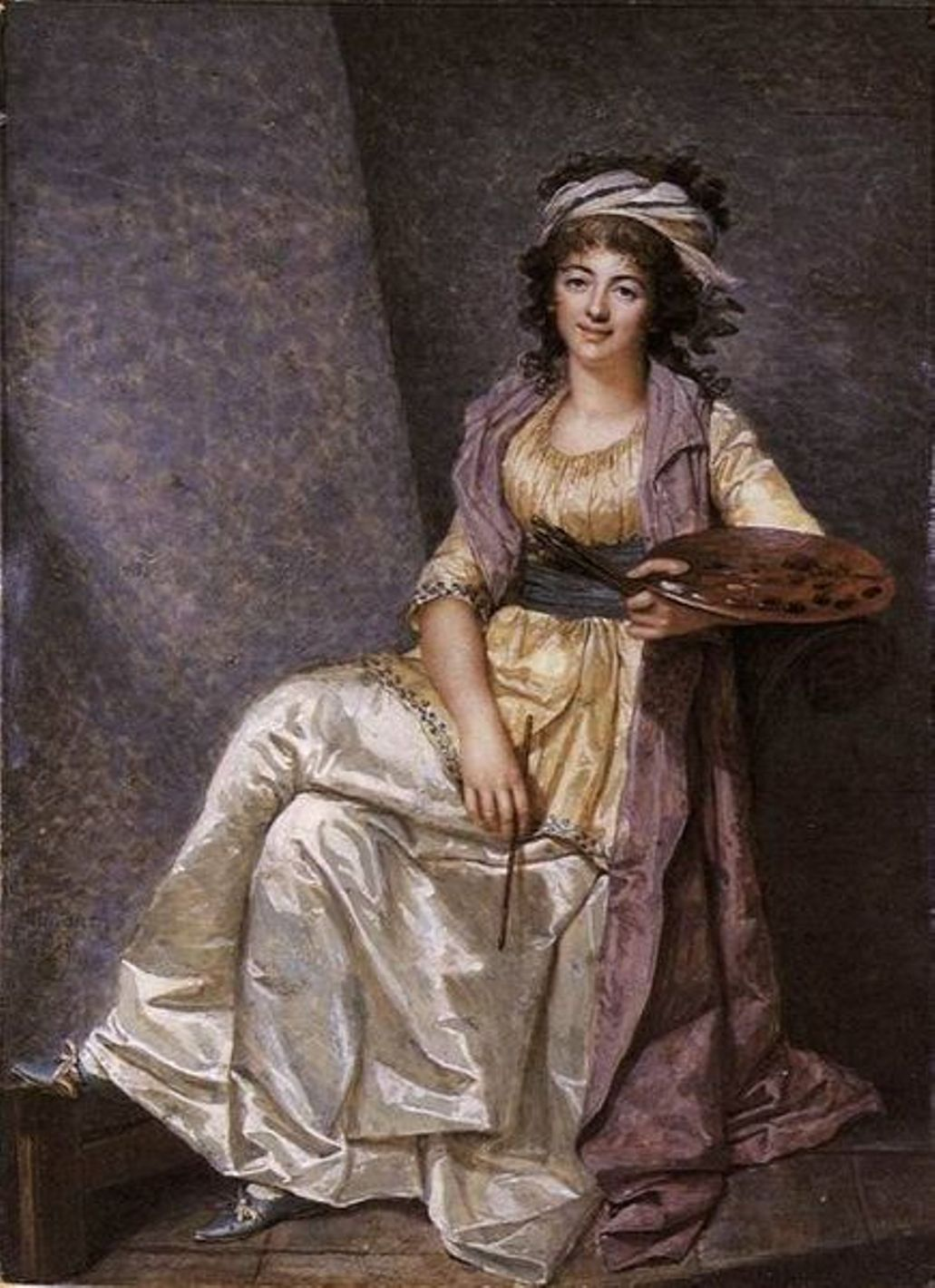
François Dumont: Porträt von Marguerite Gérard, Öl auf Leinwand, 1793

Marguerite Gérard (* 28. Januar 1761 in Grasse; † 18. Mai 1837 in Paris) war eine französische Malerin und Radiererin. Ihre Werke sind dem Klassizismus zuzuordnen. Sie zählte neben Élisabeth Vigée-Lebrun (1755–1842), Adélaïde Labille-Guiard (1749–1803) und Angelika Kauffmann (1741–1807) zu den bekanntesten Malerinnen ihrer Zeit.

## Leben
Gérard war das jüngste von sieben Kindern. Ihre frühe Lebenszeit war von einem einschneidenden Ereignis geprägt, als ihre Mutter 1775 starb und die Familie in Paris lebte. Statt zu ihrem Vater, einem Parfümhersteller in Grasse, zurückzukehren, zog sie in den Haushalt ihrer Schwester Marie-Anne und ihres Schwagers, des bekannten Rokoko-Malers Jean-Honoré Fragonard. Sie bekam ihre ersten Zeichenstunden bei Fragonard, der ihr eindringlich zur Fortsetzung des Studiums riet. Eine Zusammenarbeit der beiden ist vielfach belegt. In dieser künstlerisch stimulierenden Umgebung entwickelte sie ihre Fähigkeiten und wurde schnell ein integraler Bestandteil von Fragonards Atelier. Bereits mit siebzehn Jahren war sie aktiv in der Kunstwelt und gravierte, wobei sie komplexe Themen visuell interpretierte. Gérard blieb zeitlebens unverheiratet und widmete ihr Leben der Kunst, was zu dieser Zeit für Frauen ihrer Klasse nicht ungewöhnlich war. Trotz der begrenzten Möglichkeiten für Frauen in der akademischen Kunstwelt war Gérard tief in die aristokratische Kultur integriert und wurde als professionelle Künstlerin anerkannt.

## Wirken
Gérard etablierte sich als eine führende Künstlerin der französischen Kunstszene Ende des 18. Jahrhunderts. Ihre künstlerische Laufbahn begann sie mit Gravuren nach Fragonards Gemälden, wie etwa die 1778 entstandene Darstellung zu Ehren von Benjamin Franklin. Bald erweiterte sie ihr Repertoire auf Ölgemälde. In den 1780er-Jahren entwickelte sie eine Reihe mittelgroßer Genreszenen im Stil der niederländischen Meister des 17. Jahrhunderts.
Ab 1799 stellte Gérard regelmäßig in den Pariser Salons aus und erhielt für drei ihrer über vierzig eingereichten Werke Auszeichnungen; eines ihrer bekanntesten Gemälde wurde 1808 von Napoleon persönlich erworben. Neben der Malerei beschäftigte sich Gérard auch mit Buchillustrationen, darunter für Les liaisons dangereuses von Choderlos de Laclos aus dem Jahr 1796. Ihr Œuvre umfasst auch mindestens fünfunddreißig intime Porträts von Künstlern, Schauspielern und Mäzenen sowie Genrebilder, die häufig Szenen häuslicher Mutterschaft darstellen, ein Thema, das in ihrer Zeit besonders populär war. Ein spezifisches Beispiel ihrer Zusammenarbeit mit Fragonard ist das Gemälde Die ersten Schritte, welches ihre gemeinsamen Techniken und stilistischen Ansätze widerspiegelt. Gérards Arbeiten zeichnen sich durch eine feine Detailgenauigkeit und eine intensive Auseinandersetzung mit dem Thema weiblicher Intimität aus.

## Werke (Auswahl)

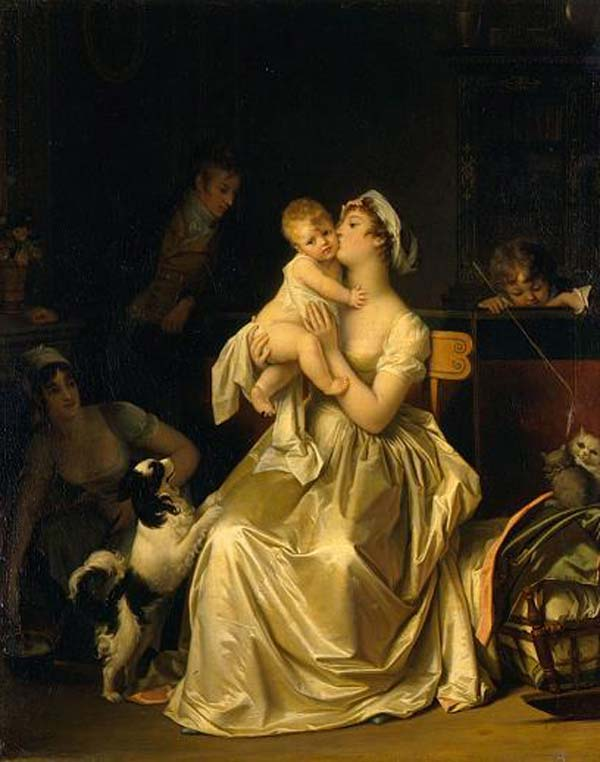
Mutterschaft, Öl auf Leinwand, um 1800
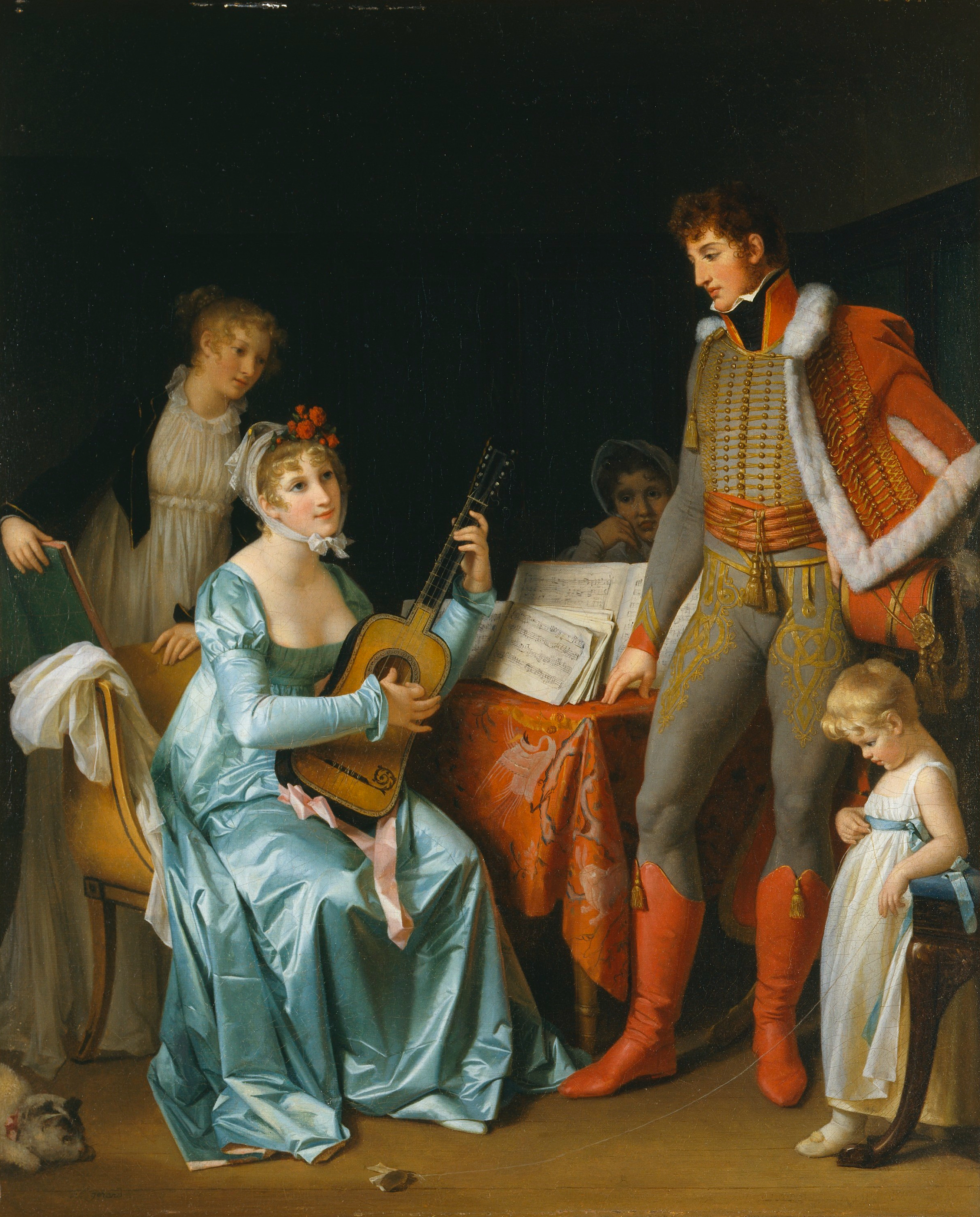
Herzogin Abrantes und General Junot, Öl auf Leinwand, um 1800
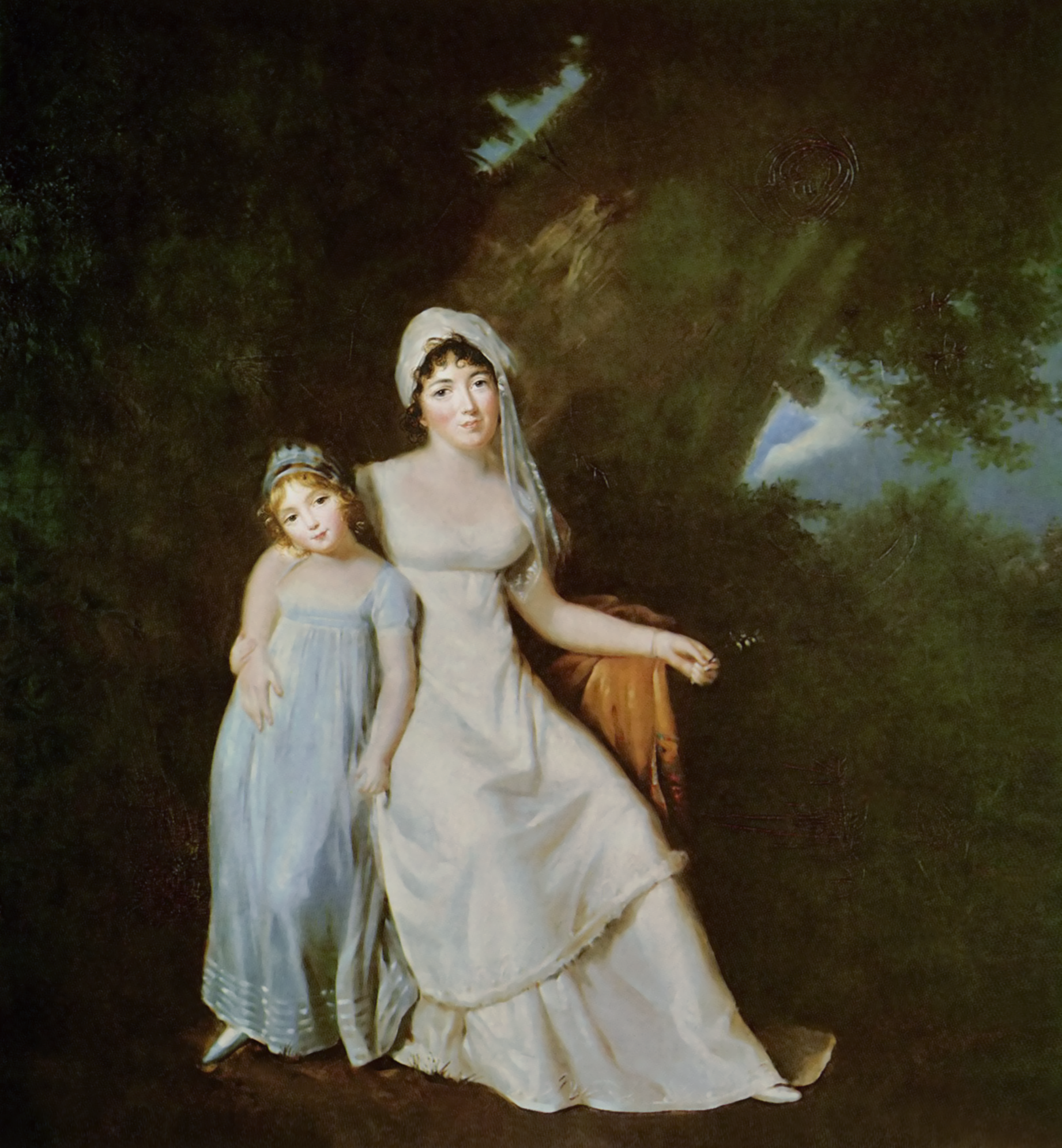
Madame de Staël und ihre Tochter, Öl auf Leinwand, um 1805
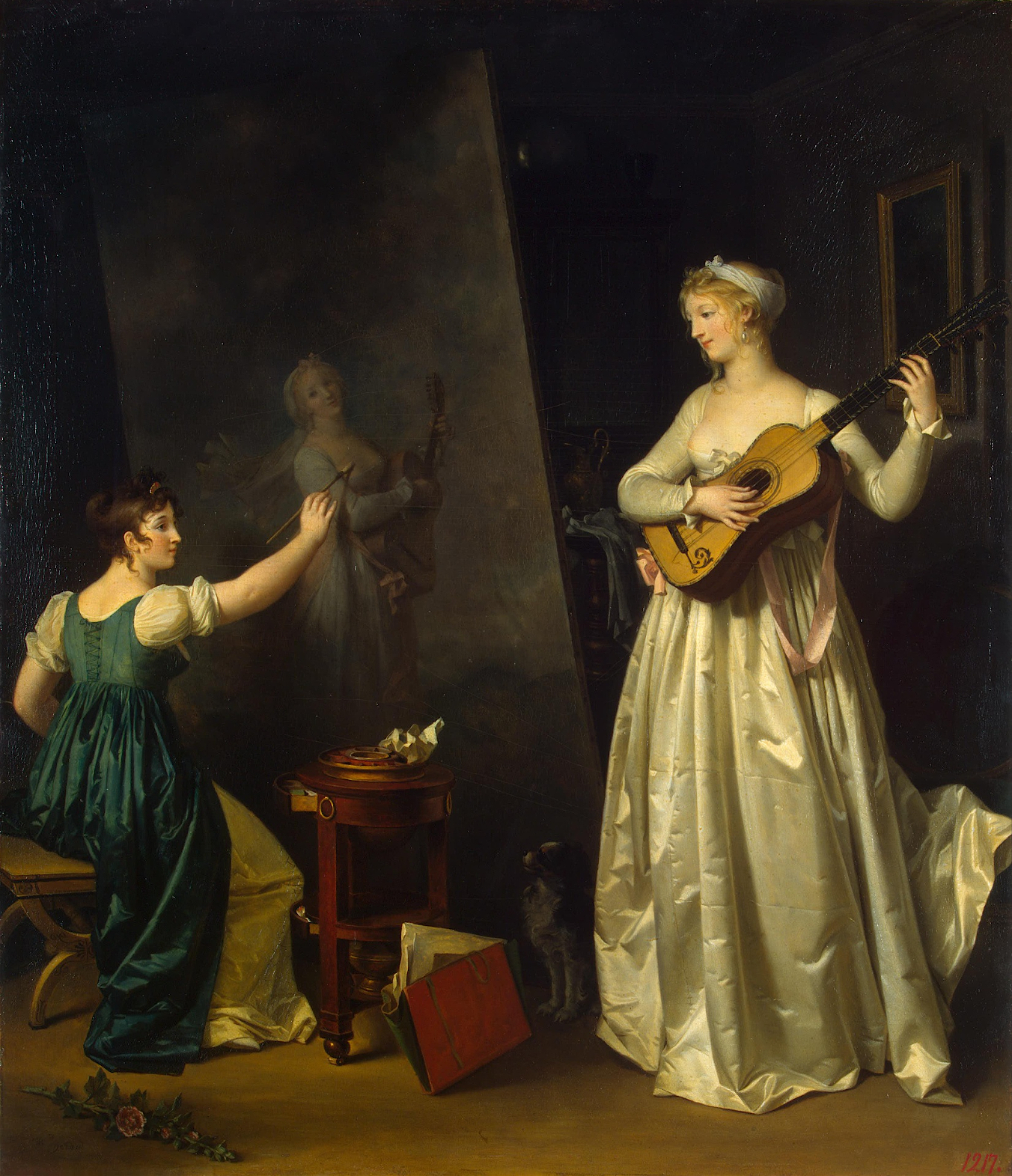
Marguerite Gérard – Künstlerin malt ein Porträt eines Musikers, ca. 1803